# یاروسلاف والتر
یاروسلاف والتر (چکی: Jaroslav Walter; ۶ ژانویهٔ ۱۹۳۹ – ۲۰ ژوئن ۲۰۱۴) بازیکن هاکی روی یخ اهل چکسلواکی بود.